# Ibrahima Diomandé
Ibrahima Diomandé (ur. 28 października 1969 w Issii) – iworyjski piłkarz występujący na pozycji obrońcy.

## Kariera klubowa
Diomandé karierę rozpoczynał w drużynie Issia Wazy FC. Następnie grał w zespole ASEC Mimosas, z których w latach 1997-1999 zdobył Afrykańską Ligę Mistrzów (1998), Superpuchar Afryki (1999), 2 mistrzostwa Wybrzeża Kości Słoniowej (1997, 1998) oraz 2 Puchary Wybrzeża Kości Słoniowej (1997, 1999).
W 2000 roku Diomandé odszedł do drużyny Africa Sports National. W 2002 roku zdobył z nią Puchar Wybrzeża Kości Słoniowej. Następnie grał w Jeunesse Club d’Abidjan, a w 2004 roku wrócił do klubu ASEC Mimosas. W latach 2004–2007 wywalczył z nim 3 mistrzostwa kraju (2004, 2005, 2006) oraz 2 Puchary kraju (2005, 2007). W 2007 roku zakończył karierę.

## Kariera reprezentacyjna
W reprezentacji Wybrzeża Kości Słoniowej Diomandé zadebiutował w 1995 roku. W 1998 roku został powołany do kadry na Puchar Narodów Afryki. Zagrał na nim w meczach z Namibią (4:3), RPA (1:1), Angolą (5:2) oraz Egiptem (0:0, 4:5 w rzutach karnych). Tamten turniej drużyna WKS zakończyła na ćwierćfinale.
W latach 1995–1999 w drużynie narodowej Diomandé rozegrał łącznie 22 spotkania i zdobył 1 bramkę.